# Потирагуа
Потирагуа (порт. Potiraguá)  —  муниципалитет в Бразилии, входит в штат Баия. Составная часть мезорегиона Юго-центральная часть штата Баия. Входит в экономико-статистический микрорегион Итапетинга. Население составляет 17 635 человек на 2006 год. Занимает площадь 989,471 км². Плотность населения — 17,86 чел./км².

## История
Город основан 3 августа 1958 года.

## Статистика
- Валовой внутренний продукт на 2003 год составляет 28 331 000,00 реалов (данные: Бразильский институт географии и статистики).
- Валовой внутренний продукт на душу населения на 2006 год составляет 1603,79 реала (данные: Бразильский институт географии и статистики).
- Индекс развития человеческого потенциала на 2000 год составляет 0,605 (данные: Программа развития ООН).